# Panoz

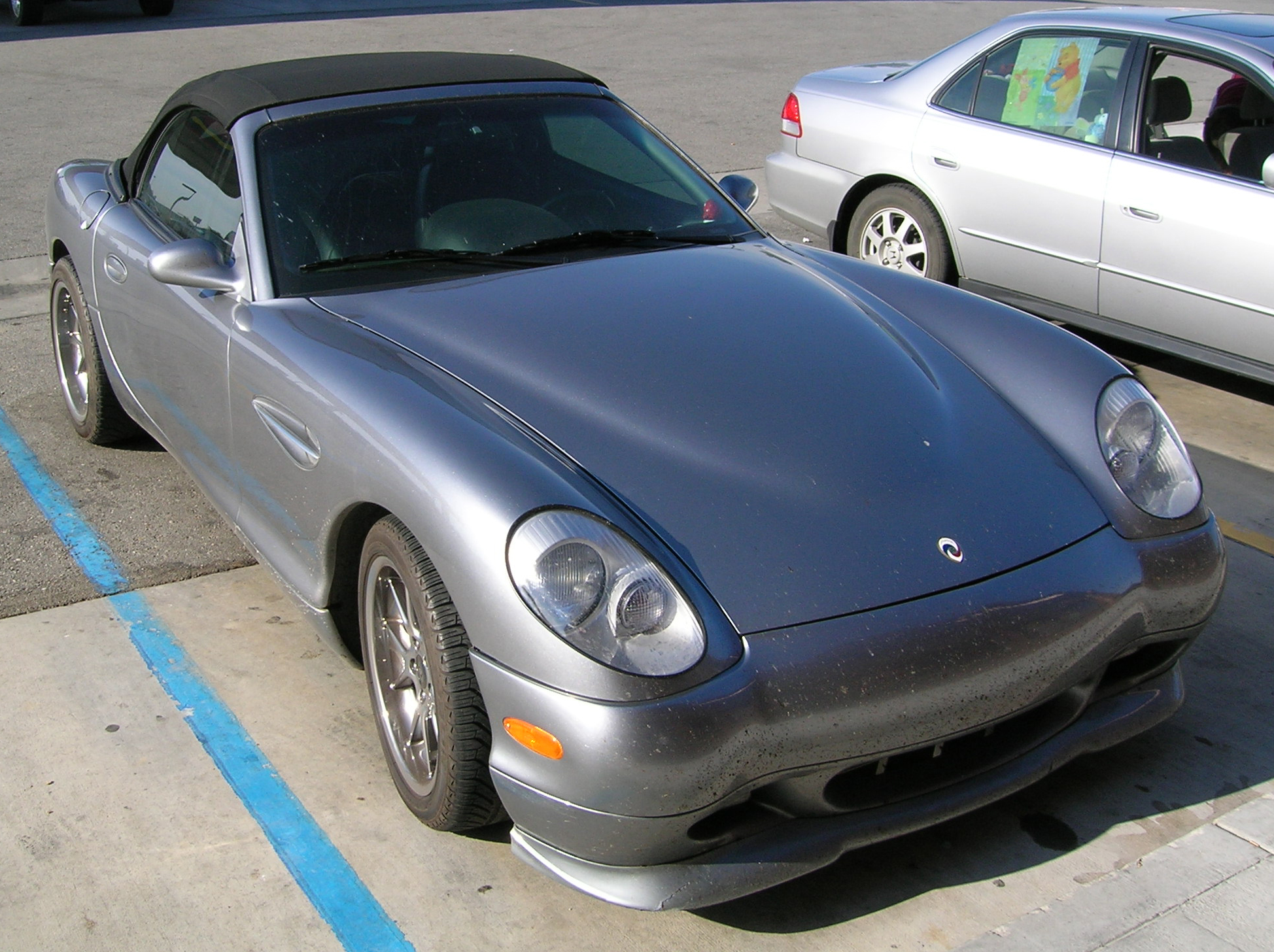
Panoz Esperante

Panoz is een autofabrikant uit de VS die sportwagens produceert. Panoz maakt deel uit van de Panoz Motor Sports Group, een van de vele investeringen van Donald Panoz op het gebied van autosporten. Het merk werd in 1989 opgericht door Daniel Panoz, de zoon van Donald Panoz, met als doel om "betere auto's te gaan maken." 
In 1990 kwam Panoz met de eerste auto, een prototype van de Panoz Roadster en vanaf 1996 was de Roadster te koop bij de dealers. Ook is Panoz actief op het gebied van autoraces. Zo hebben ze al verschillende successen behaald bij de 24 uur van Le Mans (Eerste plaats op Le Mans 1997, GT 1) , de ALMS en USRRC races. Dit werd gedaan met de GTR-1 en de LMP-1 die beide door Panoz zelf ontwikkeld waren. Ook werd er succes behaald bij de 12 uren van Sebering, 2006, met de eerste plaats van de Esperante GTLM van Team LNT.

## Auto's

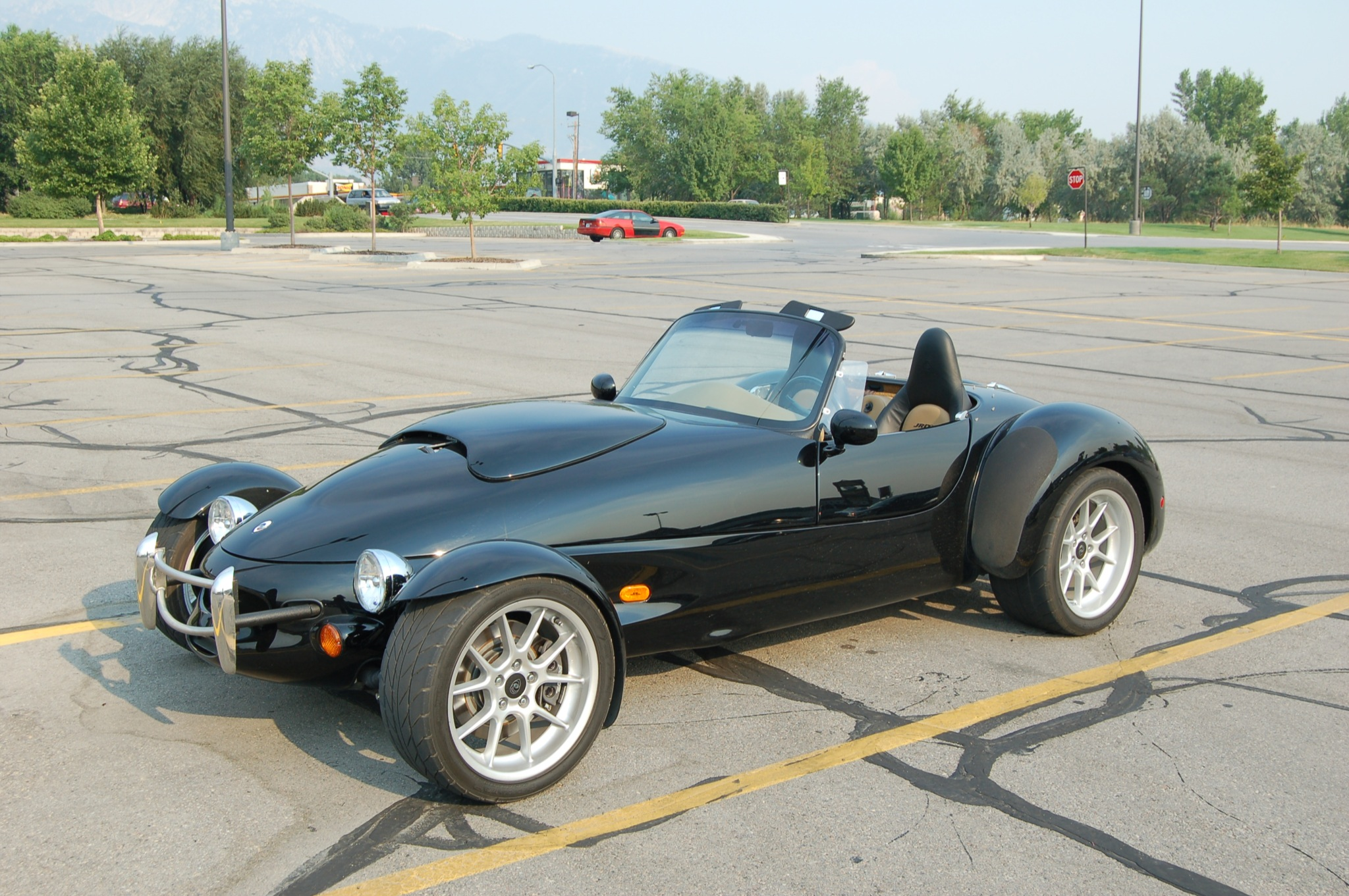
Panoz AIV Roadster.

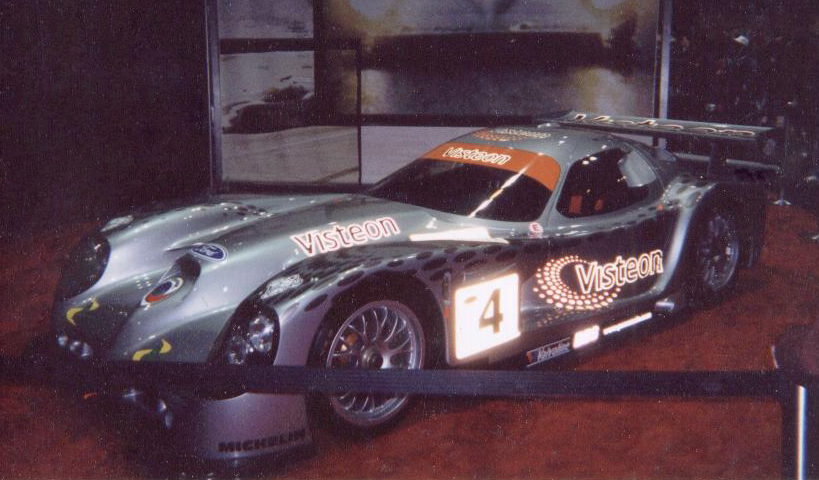
Esperante GTR-1

### Straatlegale auto's
- AIV Roadster

In 1996 ging de Panoz AIV Roadster in Productie. De met de hand gemaakt Roadster heeft een 4.6l V8 (in 90°) Cobra motor met 32 kleppen van 305 pk. Hij bereikt een topsnelheid van 210 Km/u en trekt op van 0-100km/u in 4.5 seconden. 
Het bijna volledig aluminium koetswerk van de Roadster is gemaakt met een speciale techniek genaamd "super plastic forming". Met deze techniek wordt het metaal gesmolten en in de juiste vorm "geblazen", waardoor er zich minder gemakkelijk stress/spanning en metaalmoeheid gaat voordoen.
- Esperante

In 2001 wordt de Panoz Esperante geïntroduceerd. De Esperante, die nog steeds met de hand gemaakt wordt, bezit een 4.6l V8 (90°) 32 klepper Ford motor van 350 pk, een topsnelheid 250 km/u en een acceleratie van 0-100km/u in 5.2 seconden. 
De Esperante heeft een aluminium koetswerk, chassis en motorblok. Elke auto krijgt van de fabriek uit een naam en een bordje met alle namen van de werknemers, die betrokken waren bij de productie van de auto, in het motorruim. 
- Esperante GT

In 2004 worden de Esperante GT en GTLM voorgesteld. Ze hebben en lichtjes verschillend koetswerk dan de "gewone" Esperante, met een langere voor -en achterbumper en lagere skirts. De GT heeft een bijna identieke motor en prestaties als de Esperante, enkel de acceleratie van 0-100km/u gebeurt in 4.9 seconden. 
- Esperante GTLM

De GTLM is de versie van de Esperante die werd ontworpen voor de races in Le Mans. Het koetswerk is vrijwel hetzelfde als dat van de GT, maar de motor van de GTLM werd voor zien van een supercharger en werd opgevoerd tot 420 pk en een topsnelheid van 289 km/u. De acceleratie van 0-100 km/u gebeurt in 4.2 seconden. De Esperante GTLM wordt bezien als Panoz' topmodel. 
- Esperante GTR-1 (Street)

De GTR-1 werd ontwikkeld voor de races in Le Mans in 1997, maar om in de GT klasse te mogen deelnemen moet er officieel 1 straatmodel zijn ontwikkeld. Dus werd er een straatversie uitgegeven van de Esperante GTR-1, dit is nu in Bezit van Daniel Panoz. Voor de rest zijn er nog enkele raceversies van de GTR-1 opgekocht en omgebouwd tot een straatversie door privé-eigenaars.
- Abruzzi

De Panoz Abruzzi is aangekondigd door Daniel Panoz in 2005, maar is nog in ontwikkeling. Er wordt vermoed dat de Abruzzi een Ford GT motorblok als basis voor de motor ter beschikking heeft gekregen.

### Raceauto's
- Esperante GTR-1
- LMP-1 Roadster-S
- LMP07
- LMP01 Evo
- Esperante GTLM (race versie)
- Esperante GTS

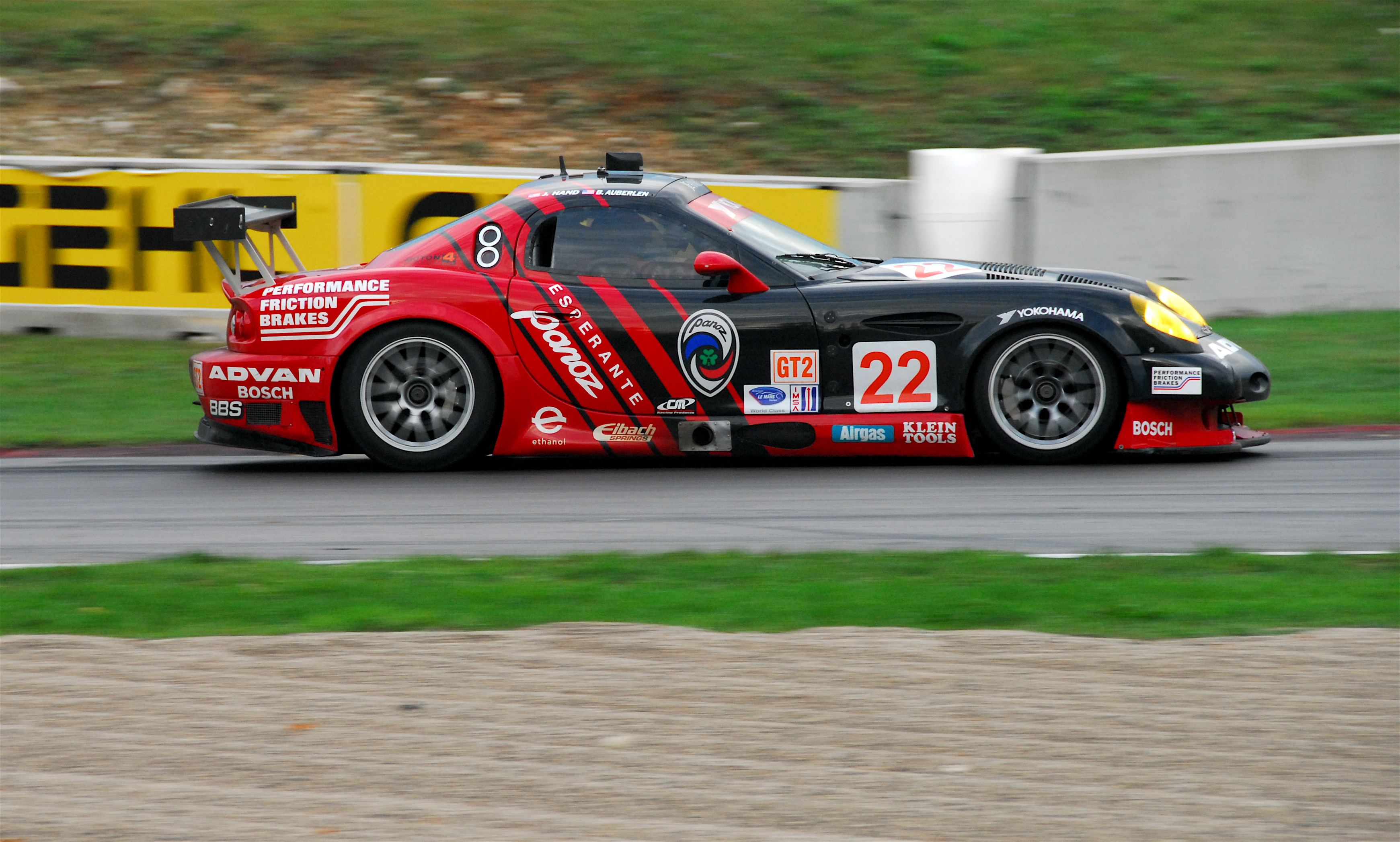
Team PTG's Panoz Esperante GTLM

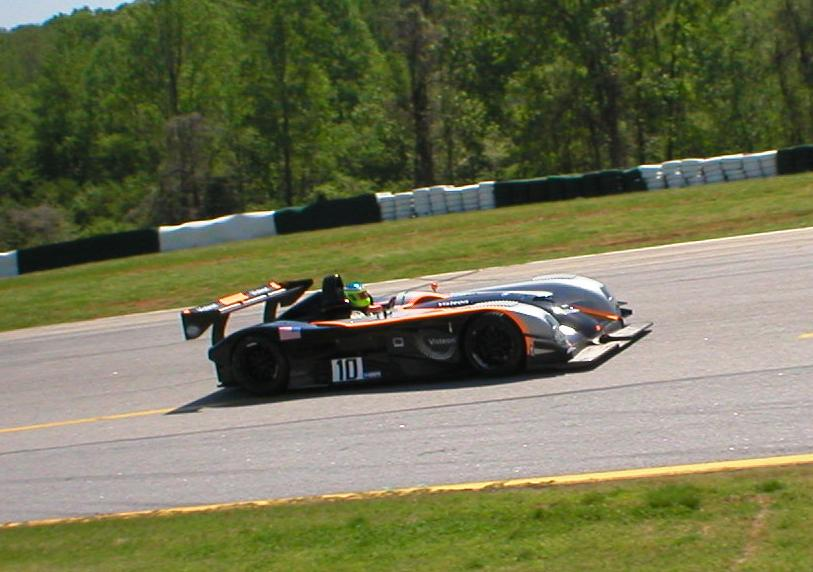
Panoz LMP1

De Esperante GTS is enkel beschikbaar als race model, hij beschikt over een 5.8l V8 (90°) 32 klepper van Ford van 445 pk, een topsnelheid van 289 km/u en een acceleratie van 0-100 in 4.2 seconden.

### JRD-Tuning
Het tuningbedrijf JRD-Tuning (Johan Ragnarson Design) is gespecialiseerd in het tunen van Panoz. JRD werkte al van in het begin mee aan de ontwikkelingen van alle Auto's van Panoz, en heeft dus een grote invloed gehad. JRD biedt de volgende Pakketten:
- Roadster JRD
- Esperante JRD R
- Esperante JRD RS
- Esperante JRD RSr
- Esperante GTLM JRD I
- Esperante GTLM JRD II
- Esperante GTLM JRD III

De RSr heeft gelijkaardige prestaties als de standaard Esperante GTLM en heeft 600 pk, de GTLM III heeft 615 pk.
Op dit moment is de Esperante de enige straatlegale model dat geproduceerd wordt. Deze auto werd in april 2000 geïntroduceerd en wordt (evenals de Roadster) nog steeds compleet met de hand gebouwd. Op 28 juli 2006 werd de nieuwe Panoz DP01 geïntroduceerd tijdens de Grand Prix van San Jose in San José, Californië. Deze auto zal gebruikt gaan worden in verschillende races in 2007.

## Tijdlijn
|           | 89 | 90 | 91 | 92 | 93 | 94 | 95 | 96 | 97 | 98 | 99 | 00 | 01 | 02 | 03 | 04 | 05 | 06 | 07 | 08 |
| --------- | -- | -- | -- | -- | -- | -- | -- | -- | -- | -- | -- | -- | -- | -- | -- | -- | -- | -- | -- | -- |
| Roadster  |    |    |    |    |    |    |    |    |    |    |    |    |    |    |    |    |    |    |    |    |
| GTR-1     |    |    |    |    |    |    |    |    |    |    |    |    |    |    |    |    |    |    |    |    |
| Esperante |    |    |    |    |    |    |    |    |    |    |    |    |    |    |    |    |    |    |    |    |
| GT        |    |    |    |    |    |    |    |    |    |    |    |    |    |    |    |    |    |    |    |    |
| GTLM      |    |    |    |    |    |    |    |    |    |    |    |    |    |    |    |    |    |    |    |    |